# Scarlet Rivera
Scarlet Rivera (pseudonyme de Donna Shea) est une violoniste américaine née en 1950 à Chicago. Elle a accompagné Bob Dylan sur son album Desire (1976) et dans sa tournée Rolling Thunder Revue.

## Biographie
Donna Shea naît en 1950 à Chicago, dans une famille d'ascendance irlandaise-sicilienne. Elle se met au violon classique à l'âge de  ans, et remporte des prix dans l'Illinois. A quinze ans au lycée, elle abandonne temporairement la musique, devient secrétaire puis serveuse dans le centre de Chicago avant de bénéficier d'une bourse pour un an et demi d'études de musique à l'université de l'Illinois du Sud. Elle s'intéresse alors au monde gitan, prend le pseudonyme de Scarlet Rivera, change son style de vie, portant des talismans, pratiquant le lancer de couteau. Elle part pour la Californie, puis s'installe à Manhattan en 1971.
Bob Dylan la rencontre fortuitement en 1975 au Greenwich Village alors qu'elle marche dans la rue avec son étui à violon et qu'il prépare la Rolling Thunder Revue. Les premiers essais sont concluants, et Dylan l'invite à participer à la tournée. Ses « improvisations tordues et poignantes » au violon accompagnent le chanteur tout au long de son album Desire.
Elle se démarque ensuite du folk rock de Dylan, dans un sextuor nommé Mammoth, au son beaucoup plus électrique de fusion jazz, rock et classique,. En 1977 sort son premier album, dont elle est l'éponyme, chez Warner Records.
Elle compose plusieurs CD dans divers styles musicaux : instrumentaux, new-age, celtique et musique du monde. Elle apparait également sur des albums de Tracy Chapman (Crossroads), Keb' Mo' (The Door), Dee Dee Bridgewater (Just Family), David Johansen (David Johansen) ou  Indigo Girls.
Elle épouse en 1991 le claviériste britannique Tommy Eyre (en). Leur mariage dure jusqu'à la mort de celui-ci en 2001.
On la voit dans le documentaire de 2019 de Martin Scorsese Rolling Thunder Revue: A Bob Dylan Story, dont elle assiste à la première à New York en juin 2019.
En mai 2021, pour célébrer le 80e anniversaire de Bob Dylan, Scarlet Rivera sort une nouvelle version de Hurricane.

## Discographie
- Scarlet Rivera (Warner Bros., 1977)
- Scarlet Fever (Warner Bros., 1978)
- Celtic Dreams (Bci/Eclipse Music, 1998)
- Celtic Myst (Bci/Eclipse Music, 1998)
- Behind the Crimson Veil – Scarlet Rivera et Tommy Eyre (Bci/Eclipse Music, 1999)
- Celtic Spirit (Bci/Eclipse Music, 1998)
- Voice of the Animals (Scarlet Rivera, 2000)
- Journey with an Angel (Echo Sonic, 2003)
- Magical Christmas (Bci/Eclipse Music, 2004)
- A New Map of the World (Disconforme [Espagne], 2004) par Ritual (Uruguay)
- Hope: Intermezzo Sinfonico (Clara Luz Music BMI, 2015) par Eduardo Del Signore

### Avec Bob Dylan
- The Bootleg Series, Vol. 1-3 (vers 1975-1976) (Columbia, 1991)
- The Bootleg Series, Vol. 5: Bob Dylan Live 1975, The Rolling Thunder Revue (1975) (Columbia, 2002)
- Bob Dylan - The Rolling Thunder Revue: The 1975 Live Recordings (1975) (Columbia, 2019)
- Desire (1976) (Columbia)
- Hard Rain (1976)

### Avec Peter Maffay
- Sonne in der Nacht - 1. Diese Sucht die Leben heißt, (LP,CD,Vidéo,DVD)`` (1984) (WEA Musik)

### Avec Dee Dee Bridgewater
- Just Family (Elektra, 1977)